# Bijela (vattendrag i Kroatien)
Bijela är ett vattendrag i Kroatien. Det ligger i den östra delen av landet, 80 km sydost om huvudstaden Zagreb.